# Villaseco de los Gamitos
Villaseco de los Gamitos es un municipio y localidad española de la provincia de Salamanca, en la comunidad autónoma de Castilla y León. Se integra dentro de la comarca de la Tierra de Ledesma. Pertenece al partido judicial de Salamanca.
Su término municipal está formado por un solo núcleo de población, ocupa una superficie total de 12,32 km² y según los datos demográficos recogidos en el padrón municipal elaborado por el INE en el año 2017, cuenta con una población de 141 habitantes.

## Toponimia
Fue denominado originalmente Villarseco o Villar Seco. En este sentido, el término masculino "villar", sería sinónimo de "pueblo" en lengua leonesa. Posteriormente dicho Villarseco derivó a Villaseco, perdiendo la "r" y añadiéndosele más tarde el "de los Gamitos".

## Historia

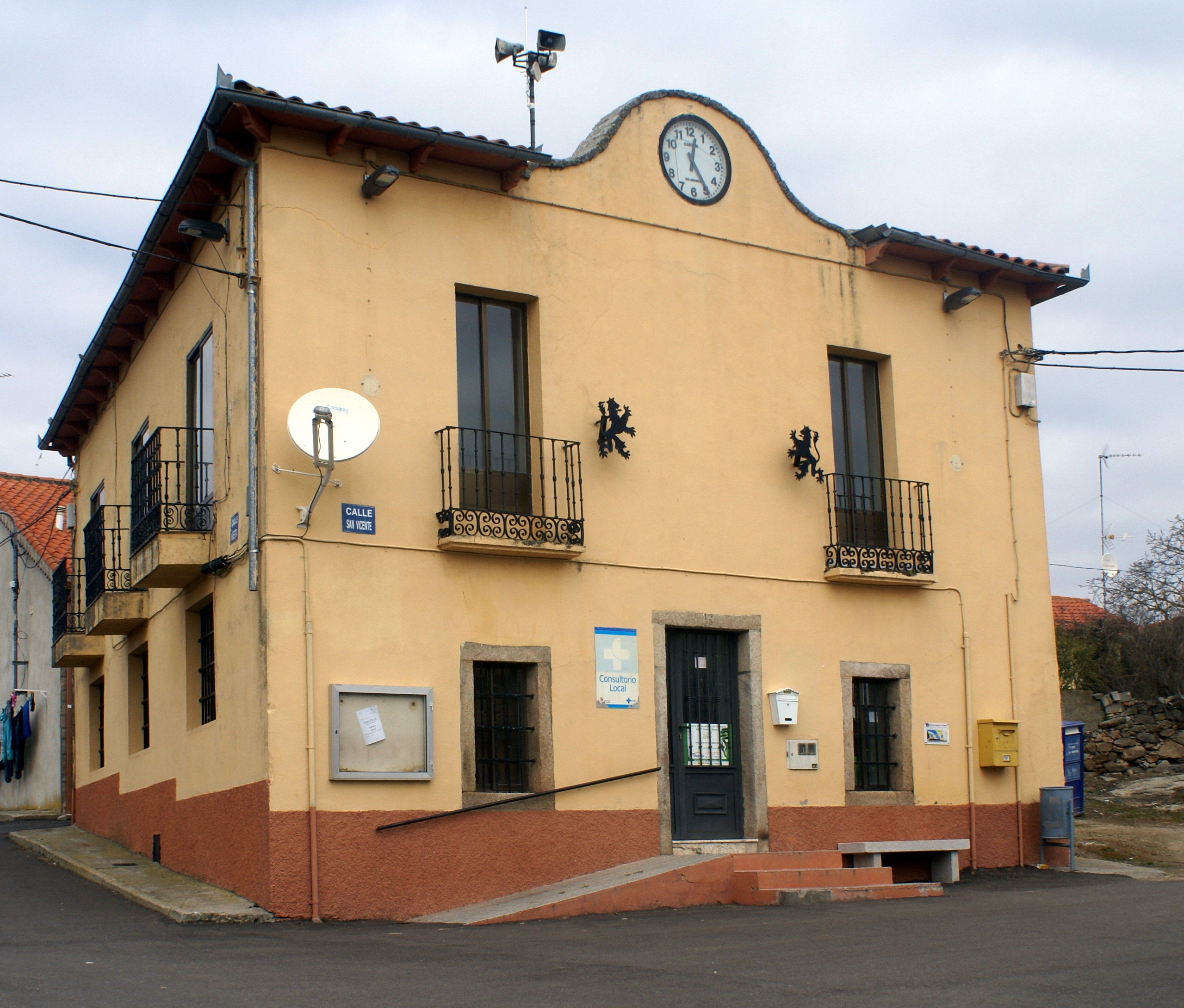
Casa consistorial

La fundación de Villaseco se remonta a la Edad Media, obedeciendo a las repoblaciones efectuadas por los reyes leoneses en la Alta Edad Media, quedando encuadrada la localidad en la jurisdicción de Ledesma desde la creación de su alfoz por parte de Fernando II de León en el siglo XII, así como en su arcedianato. Con la creación de las actuales provincias en 1833, Villaseco de los Gamitos quedó integrado en la provincia de Salamanca, dentro de la Región Leonesa.

## Geografía humana

### Demografía
Cuenta con una población de 137 habitantes (INE 2024).
| Gráfica de evolución demográfica de Villaseco de los Gamitos entre 1842 y 2021                                        |
| |
| Población de derecho según los censos de población del INE. Población de hecho según los censos de población del INE. |

## Administración y política
| Partido político                         | 2019  | 2019  | 2019       | 2015  | 2015  | 2015       | 2011  | 2011  | 2011       | 2007  | 2007  | 2007       | 2003  | 2003  | 2003       |
| Partido político                         | %     | Votos | Concejales | %     | Votos | Concejales | %     | Votos | Concejales | %     | Votos | Concejales | %     | Votos | Concejales |
| Partido Socialista Obrero Español (PSOE) | 50,49 | 52    | 3          | 41,67 | 45    | 2          | 40,20 | 41    | 3          | 32,54 | 41    | 1          | 29,86 | 43    | 1          |
| Partido Popular (PP)                     | 42,72 | 44    | 2          | 44,44 | 48    | 3          | 35,29 | 36    | 2          | 54,76 | 69    | 4          | 57,64 | 83    | 4          |
| (CIV)                                    | —     | —     | —          | —     | —     | —          | —     | —     | —          | —     | —     | —          | 27,08 | 39    | 0          |
| Unión del Pueblo Salmantino (UPSa)       | —     | —     | —          | —     | —     | —          | —     | —     | —          | 5,56  | 7     | 0          | 0,69  | 1     | 0          |

## Monumentos
- Iglesia de San Vicente.
- Fragua tradicional.
- Antiguos lavaderos.
- Molinos de agua en la ribera de Villaseco.
- Dolmen de Muélledes o Casa del Moro.
- Charca de Fuentefresno.